# Naft 2
Naft 2 was het vijfde album van de Belgische band Think of One. Het album verscheen in 2002.

## Tracklist[1]
1. Te Bie
2. Barcas
3. Nina
4. Slooreke
5. Warap
6. De lucifer
7. Bang
8. La reception
9. Disco Banghra
10. La baronesse
11. Bonus track

## Meewerkende muzikanten
- Barbara Van Hoestenberghe (zang)
- Bart Maris (trompet)
- David Bovée (gitaar, zang)
- Eric Morel (saxofoon)
- Eva Eriksson (zang)
- Eva Van Deuren (zang)
- Jan Peeters (saxofoon)
- Roel Poriau (drums)
- Ruben Deprez (trombone)
- Stefaan Blancke (trombone)
- Tobe Wouters (tuba)
- Tom Pintens (klavier)
- Tom Wouters (klarinet)
- Tomas De Smet (achtergrondzang, contrabas, grote trom)